# Graphania cyanopetra
Graphania cyanopetra là một loài bướm đêm trong họ Noctuidae.